# Recorded in Hollywood
Recorded in Hollywood est un label discographique indépendant américain, anciennement basé à Los Angeles, en Californie, actif entre 1950 et 1953. 

## Histoire
Le label est fondé par John Dolphin sous le nom de Dolphin's of Hollywood, et les premiers numéros paraissent en 1948. Les activités de Recorded in Hollywood, y compris l'enregistrement et le pressage, sont initialement une extension du magasin de disques de Dolphin situé dans le quartier South Central de Los Angeles, à l'intersection de Vernon Avenue et de Central Avenue,. Le nom était destiné à attirer les Afro-Américains, qui étaient largement exclus de l'entrée à Hollywood. Red Callender a été directeur des artistes et du répertoire.
Malgré la sortie de plusieurs enregistrements à succès, le label connaît dès 1953 d'importantes difficultés financières et est vendu à Don Pierce de Starday Records. Pierce change alors le nom en Hollywood Records. Pierce rencontre un succès presque immédiat avec Linda Hayes et sa chanson Take Me Back, qui se vend à 150 000 exemplaires. Dolphin présente également Pierce à Jack Lauderdale de Swing Time Records. C'est grâce à ce contact que Pierce acquiert les droits de plusieurs enregistrements antérieurs de Swing Time. Hollywood vend ainsi des disques de Noël de Lowell Fulson, Charles Brown et Mabel Scott, qui s'écoulent régulièrement à des dizaines de milliers d'exemplaires.
En janvier 1954, Recorded In Hollywood conclut un accord avec Decca Records, en vertu duquel une partie de la production de Recorded In Hollywood serait publiée sur cette major. Hollywood publie également le premier disque de Ray Charles issu de ses premières sessions Swing Time. Pierce dirige Hollywood Records jusqu'à sa retraite. Bien que Pierce ait été simultanément président de Starday Records, les deux labels étaient gérés indépendamment l'un de l'autre. Hollywood cesse ses activités en 1959.